# Грас, Барбара
Барбара Грас (нидерл. Barbara Graas; род. 1 июня 1952) — нидерландская шашистка, международный гроссмейстер. Многократный призёр чемпионатов мира по международным шашкам, пятикратная чемпионка Нидерландов.

## Спортивная биография
На первом чемпионате страны в 1973 году Барбара Грас стала заняла первое место с отрывом в 4 очка. В этом же году она приняла участие в первом чемпионате мира по международным шашкам среди женщин и заняла четвёртое место. На следующий год она вновь стала чемпионкой страны, а на чемпионате мира стала бронзовым призёром. В 1975 году Барбара Грас вновь завоевала бронзу. С 1976 года она три раза подряд становилась чемпионкой Нидерландов. На чемпионатах мира в 1976 поделила второе место с советской шашисткой Любовью Травиной, в 1977 году заняла третье место. После этих успехов она выступала ещё на нескольких чемпионатах.
В 2013 году Барбара Грас стала чемпионкой Европы среди ветеранов.

## Результаты на чемпионатах мира по международным шашкам
| Год  | Место проведения | Турнир/матч | Результат | Место |
| ---- | ---------------- | ----------- | --------- | ----- |
| 1973 | Амстердам        | Турнир      | +5=0-5    | 4     |
| 1974 | Амстердам        | Турнир      | +4=7-1    | 3     |
| 1975 | Амстердам        | Турнир      | +6=1-2    | 3     |
| 1976 | Амстердам        | Турнир      | +8=4-1    | 2—3   |
| 1977 | Амстердам        | Турнир      | +6=2-2    | 3     |
| 1979 | Снек             | Турнир      | +4=4-3    | 6     |
| 1980 | Де-Лир           | Турнир      | +3=5-3    | 7     |
| 1985 | Канны            | Турнир      | +5=6-2    | 6     |